# Antonio Mata
Antonio Mata Olivera (Olivenza, 28 agosto 1968) è un ex calciatore spagnolo, di ruolo difensore.

## Carriera

### Club
Cresciuto nel settore giovanile del Málaga, debutta in prima squadra a 19 anni nella Segunda División spagnola, il 17 gennaio 1988, quando l'allenatore László Kubala lo manda in campo al posto di Pedro Pérez Duque. La prima stagione si conclude con la vittoria del campionato cadetto e quindi con la promozione in massima serie. Mata esordisce nella Liga spagnola il 4 settembre 1988 contro il Real Murcia.
Nel 1990 il Malaga retrocede in Segunda División e Mata torna dunque a giocare nella seconda serie del calcio spagnolo, disputando una stagione in cui si distingue per 6 reti segnate. Il Malaga arriva a giocarsi i playoff per la promozione in massima serie, ma viene sconfitto dal Cadice. Si tratta dell'ultima partita con il club andaluso per Mata, che si trasferisce al Tenerife, club militante nella Liga.
Al Tenerife trova come allenatore Jorge Solari. Debutta nella Liga contro l'UD Logroñés, subentrando a Oscar Dertycia nel secondo tempo della prima giornata di campionato. Nel 1993 gioca per la prima volta in una competizione europea, disputando la Coppa UEFA. Il Tenerife arriva fino agli ottavi di finale, dove è eliminato dagli italiani della Juventus. Mata gioca con il club canario un totale di 8 stagioni. Nel 1997 disputa nuovamente la Coppa UEFA, arrivando a giocare in semifinale. Mata segna il gol decisivo per la vittoria contro i danesi del Brondby ai supplementari ai quarti di finale. In semifinale gli Insulares vengono poi eliminati dallo Schalke 04.
L'esperienza al Tenerife prosegue fino al 1998-1999, stagione che si chiude con la retrocessione in Segunda División.
Mata chiude quindi la carriera nelle serie inferiori, disputando le sue ultime due stagioni rispettivamente allo Xerez CD in Segunda División B e all'Unión Deportiva Orotava.

## Palmarès

### Competizioni nazionali
- Segunda División spagnola: 1

Malaga: 1987-1988